# Irlanda nos Jogos Olímpicos de Inverno de 2014
A Irlanda participou dos Jogos Olímpicos de Inverno de 2014, realizados na cidade de Sóchi, na Rússia. Foi a sexta aparição do país em Olimpíadas de Inverno.

## Desempenho

### Esqui alpino
Feminino
| Atleta        | Evento         | Descida 1 | Descida 2 | Total | Pos. |
| ------------- | -------------- | --------- | --------- | ----- | ---- |
| Florence Bell | Slalom         | 1:07.84   | DNF       | DNF   | DNF  |
| Florence Bell | Slalom gigante | DNF       | DNF       | DNF   | DNF  |

Masculino
| Atleta     | Evento         | Descida 1 | Descida 2 | Total   | Pos. |
| ---------- | -------------- | --------- | --------- | ------- | ---- |
| Conor Lyne | Slalom         | 1:03.58   | 1:09.71   | 2:13.29 | 42º  |
| Conor Lyne | Slalom gigante | DNF       | DNF       | DNF     | DNF  |

### Esqui cross-country
Masculino
| Atleta       | Evento         | Final   | Final |
| Atleta       | Evento         | Tempo   | Pos.  |
| ------------ | -------------- | ------- | ----- |
| Jan Rossiter | 15 km clássico | 48:44.6 | 87º   |

### Skeleton
| Atleta         | Evento    | Final      | Final      | Final      | Final       | Final   | Final |
| Atleta         | Evento    | 1ª descida | 2ª descida | 3ª descida | 4ª descida  | Total   | Pos.  |
| -------------- | --------- | ---------- | ---------- | ---------- | ----------- | ------- | ----- |
| Sean Greenwood | Masculino | 57.99      | 1:05.11    | 58.22      | Não avançou | 3:01.32 | 27º   |

### Snowboard
Masculino
| Atleta          | Evento     | Qualificatória | Qualificatória | Qualificatória | Semifinal | Semifinal | Semifinal | Final       | Final       | Final       |
| Atleta          | Evento     | Descida 1      | Descida 2      | Pos.           | Descida 1 | Descida 2 | Pos.      | Descida 1   | Descida 2   | Pos.        |
| --------------- | ---------- | -------------- | -------------- | -------------- | --------- | --------- | --------- | ----------- | ----------- | ----------- |
| Seamus O'Connor | Halfpipe   | 66.25          | 71.50          | 8º             | 54.00     | 43.00     | 9º        | Não avançou | Não avançou | Não avançou |
| Seamus O'Connor | Slopestyle | 33.50          | 40.00          | 13º            | 60.75     | 70.25     | 9º        | Não avançou | Não avançou | Não avançou |

Legenda
| Recorde mundial      | Recorde mundial (World record)               |                       | Recorde africano                      | Recorde africano (African) |                                           | Q | Classificado por posição (Qualified) |
| Recorde olímpico     | Recorde olímpico (Olympic record)            | Recorde da América    | Recorde da América (Americas)         | q                          | Classificado por melhor tempo (Qualified) |   |                                      |
| Melhor marca do ano  | Melhor marca do ano (World leading)          | Recorde asiático      | Recorde asiático (Asian)              | DNS                        | Não largou (Did not start)                |   |                                      |
| Recorde nacional     | Recorde nacional (National record)           | Recorde europeu       | Recorde europeu (European)            | DNF                        | Não terminou (Did not finish)             |   |                                      |
| Recorde pessoal      | Recorde pessoal do atleta (Personal best)    | Recorde da Oceania    | Recorde da Oceania (Oceania)          | DSQ / DQ                   | Desclassificado (Disqualified)            |   |                                      |
| Recorde da temporada | Recorde da temporada do atleta (Season best) | Recorde sul-americano | Recorde sul-americano (South America) | NM                         | Sem marca (No mark)                       |   |                                      |